# 大塚喜一郎
大塚 喜一郎（おおつか きいちろう、1910年（明治43年）2月5日 - 1988年（昭和63年）8月26日）は、日本の弁護士。最高裁判所判事、学校法人中央大学理事長。京都府舞鶴市出身。

## 概要
三高に入ったが、寮に門限をつけることに反対して、ストライキ実行委員長をしてストライキに入り、警察に拘束されて放校処分となり、1934年（昭和9年）に中央大学法科を卒業。1935年（昭和10年）9月に高等文官試験司法科に合格し、同年12月に弁護士登録。
堀江専一郎法律事務所に勤務後、1939年（昭和14年）に大塚法律事務所を開設する。1959年（昭和34年）4月に日弁連事務総長、1961年（昭和36年）3月に法学博士、司法研修所教官、1970年（昭和45年）4月に第一東京弁護士会会長に就任。1947年（昭和22年）の第23回衆議院議員総選挙に京都2区で革新系で立候補したが落選した。弁護士としては、平野事件、ユーザーユニオン事件、大阪タクシー汚職事件、石原産業事件などを扱った。
1972年（昭和47年）3月26日学校法人中央大学理事長。1973年（昭和48年）2月2日に最高裁判所裁判官に就任。日弁連の推薦ではなく、当時の第2次田中角栄内閣独自の任命だった。大塚は「最高裁や内閣から強く要望され、日弁連幹部と話し合った上で引き受けた」と話した。
公務員の争議行為の是非が争われた第二次名古屋中郵、国労松山駅事件の威力業務妨害罪などで、1976年5月の大法廷判決に沿って、一二審無罪を破棄して、罰金刑の有罪判決を言い渡した。
1980年（昭和55年）2月に定年退官した。
その後、1982年（昭和57年）9月に松本正雄の後任として国家公安委員に任命された。